# Ehrenmal Gelsenkirchen-Buer

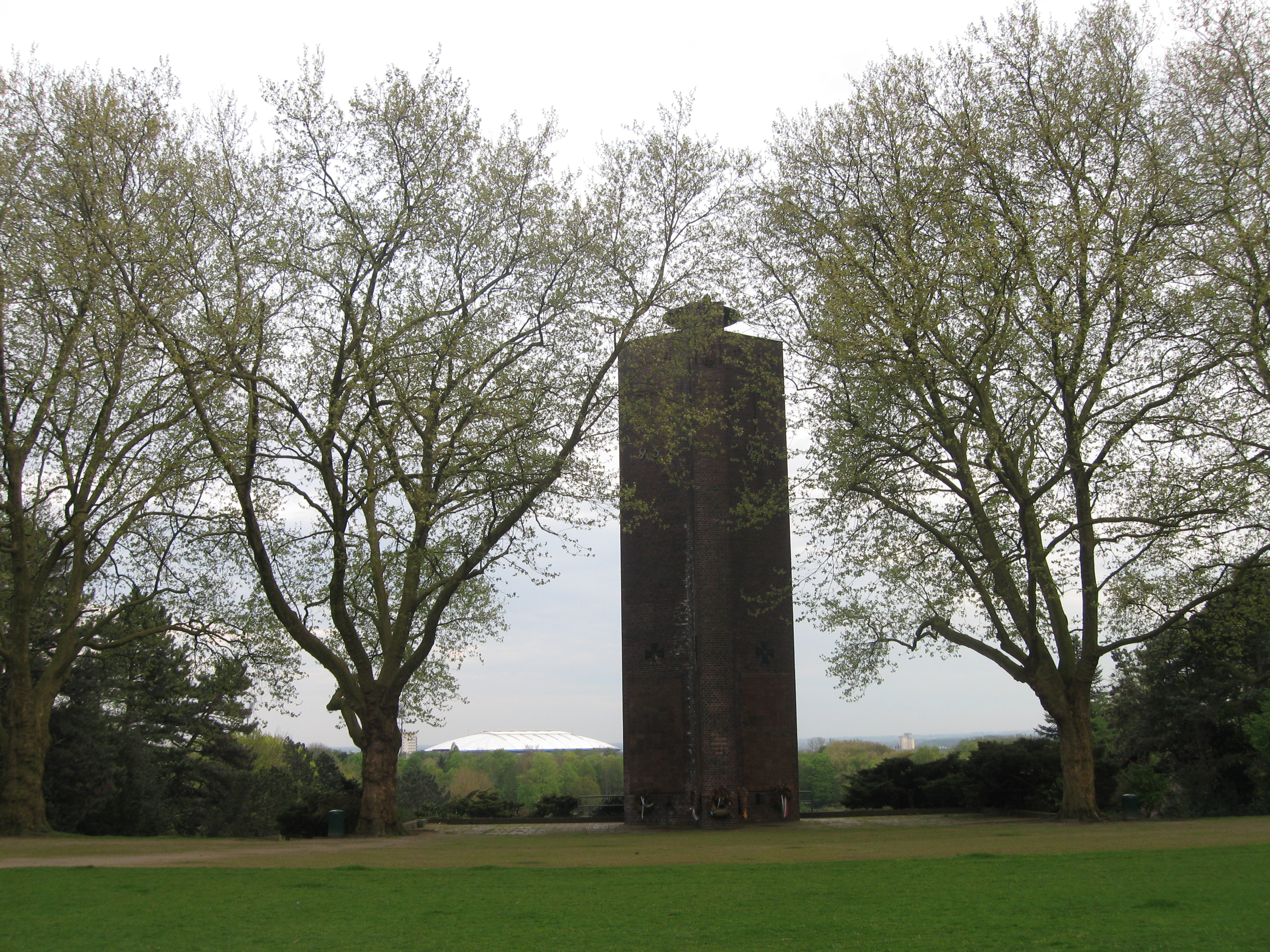
Ehrenmal Gelsenkirchen-Buer

Das Ehrenmal Gelsenkirchen-Buer ist ein Denkmal zur Erinnerung an die Opfer der Kriege im Gelsenkirchener Stadtteil Buer.

## Gestalt
Das Ehrenmal wurde auf einer Anhöhe, dem Buerschen Berg als Teil des Vestischen Rückens, nahe dem Berger See im Buerschen Grüngürtel erbaut. Es ist so ausgerichtet, dass der nördliche Steg des dreistrahligen Grundrisses auf die Straße „Zum Ehrenmal“ weist. Das 18 m hohe Ehrenmal besteht aus 34.000 Klinkersteinen und 2.500 feuervergoldeten Namen auf den großen Gedenktafeln. Auf dem Ehrenmal befindet sich die sogenannte Opferschale, in der bei Totenehrungen eine Flamme entzündet wurde. An den Spitzen der Flügel des Ehrenmals befinden sich drei aus Klinker gestaltete stilisierte Reichsadler. Auf jeder Seite des Ehrenmals befinden sich zwei Eiserne Kreuze und in Blickrichtung zum Berger See befindet sich unterhalb der Spitze die Inschrift „Unseren gefallenen Helden“. Die Gedenktafeln enthalten die Namen der im Krieg von 1870–71 und der im Ersten Weltkrieg gefallenen Soldaten. Zusätzlich finden sich auf den Spitzen der Flügel die Namen von während der Ruhrbesetzung erschossenen oder hingerichteten Personen. Die weitläufigen umgebenden Anlagen sind mit mehreren Blickachsen auf das Gebäude ausgerichtet (z. B. Straße „Zum Ehrenmal“, verschiedene Aussichtspunkte südlich des Berger Sees und Terrassenanlagen unterhalb des Ehrenmals).

## Geschichte

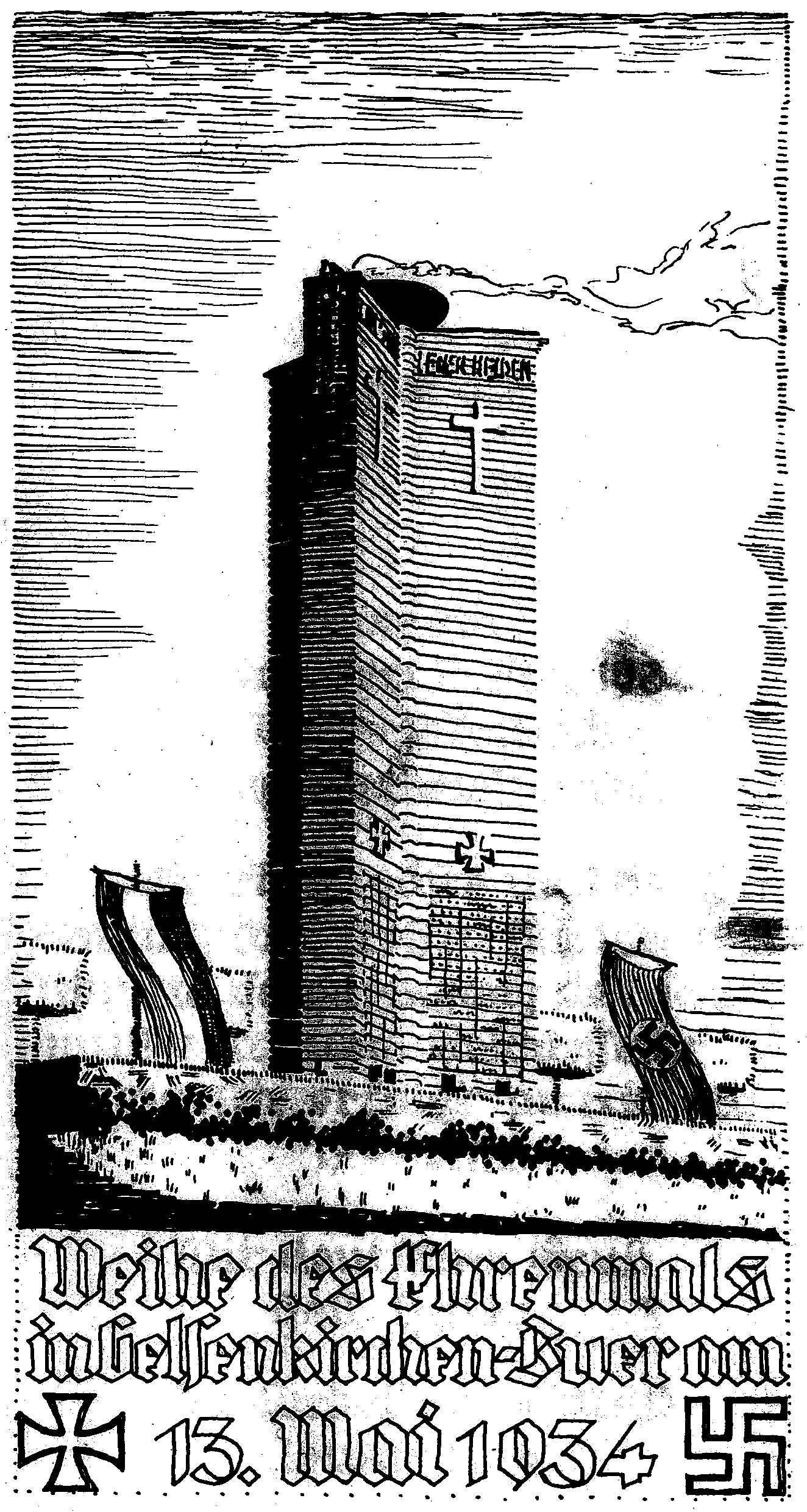
Das Programmheft zur Einweihung des Ehrenmals; neben dem Ehrenmal die beiden deutschen Nationalflaggen, links mit den Reichsfarben schwarz-weiß-rot sowie rechts eine Hakenkreuzfahne. Ganz unten auf der Abbildung links ein Eisernes Kreuz und rechts ein Hakenkreuz.

Das Ehrenmal in Gelsenkirchen-Buer wurde in der Absicht erbaut, die Gefallenen des Ersten Weltkriegs zu ehren und die Opferbereitschaft der Deutschen zu demonstrieren. Initiator des Ehrenmals war der damalige Branddirektor Buers und Vorsitzender des Schützenvereins Buer 1769, Jean Neukirchen. Er motivierte die vaterländischen Vereine, z. B. den Kavallerieverein Erle und einige Privatpersonen zu Spenden für den Bau des Ehrenmals. Am 7. August 1925 wurde die erste Spende in Höhe von 298,51 RM auf das Konto des Ehrenmals eingezahlt. Von 1925 bis 1931 wurden insgesamt 6183,27 RM gespendet. Nach der „Machtergreifung“ der Nationalsozialisten und mit Hilfe der daraus folgenden Propaganda (Aufruf: „Jedermann, dem die Nation in ihrer Größe vor die Seele getreten ist, soll wissen, dass seine Ehre an die Vollendung dieses Werkes verpfändet ist und soll danach handeln. Das Vaterland erwartet, dass jedermann seine Pflicht tut“.) wurden die Bürger zu Spenden aufgerufen und die Einnahmen des Projekts stiegen sprunghaft an. Für den Bau des Ehrenmals wurde ein Arbeitsausschuss und dann, 1933, ein Ehrenausschuss gebildet, der eine vollständige Liste aller zu vermerkenden Gefallenen aufstellen sollte. Jean Neukirchen war wiederum Vorsitzender im Arbeitsausschuss. Der erste Spatenstich fand am 26. Juli 1933 statt, die Grundsteinlegung erfolgte am 20. August 1933 und die Einweihung konnte schon am 13. Mai 1934 vorgenommen werden.
Die Einweihungsfeier des Ehrenmals zeigte bereits die zeittypische propagandistische Umdeutung des Bauwerks. Eröffnet wurde mit „Siegfrieds Tod und Trauermarsch“ (Anspielung auf die Dolchstoßlegende) aus der Götterdämmerung von Richard Wagner. Anschließend folgten Lieder und Ansprachen von Geistlichen und am Ende wurde das Ehrenmal an den Oberbürgermeister von Gelsenkirchen übergeben. Die Gesamtkosten betrugen 25.300 RM.
Im Jahr 1955 veranlasste der Schützenverein eine komplette Renovierung des Ehrenmals. Dazu wurden die Inschriften zur Ruhrbesetzung entfernt sowie später der Opfer des Zweiten Weltkrieges durch die Inschrift „Die Opfer des Krieges mahnen zum Frieden“ gedacht.

## Knickmann-Gedenkfeiern
Ludwig Knickmann war als NSDAP-Mitglied während der Ruhrbesetzung 1923 laut Parteipropaganda an mehreren Sabotageakten gegen die Besatzungsmächte beteiligt. Er wurde von belgischen Besatzungssoldaten erschossen, als er an der Lippe bei Marl illegal die Grenze zwischen besetztem und unbesetztem Gebiet überqueren wollte. Nach anderen Informationen waren er und sein Partner, Karl Jackstien, beim Schmuggeln von Lebensmitteln ertappt und getötet worden. Die Nationalsozialisten verehrten ihn als „Märtyrer“, um der Bevölkerung in der Region eine eigene, direktere Identifikationsfigur als Horst Wessel aus Berlin oder die Toten des Hitlerputsches in München bieten zu können. Sein Todestag war der 21. Juni 1923, welcher von den Nazis auch als Mittsommernacht gefeiert wurde. Dazu wurde Ludwig Knickmann jährlich zunächst auf dem Friedhof von Buer symbolisch „neu“ beigesetzt und anschließend am Ehrenmal weiter sein Tod zelebriert.